# Zimny pot
Zimny pot (ang. Cold Sweat, fr. De la part des copains) – francusko-włoski film akcji z 1970 roku w reżyserii Terence'a Younga. Adaptacja powieści Richarda Mathesona z 1959 roku pt. Ride the Nightmare. Zdjęcia kręcono w Nicei i w Beaulieu-sur-Mer.

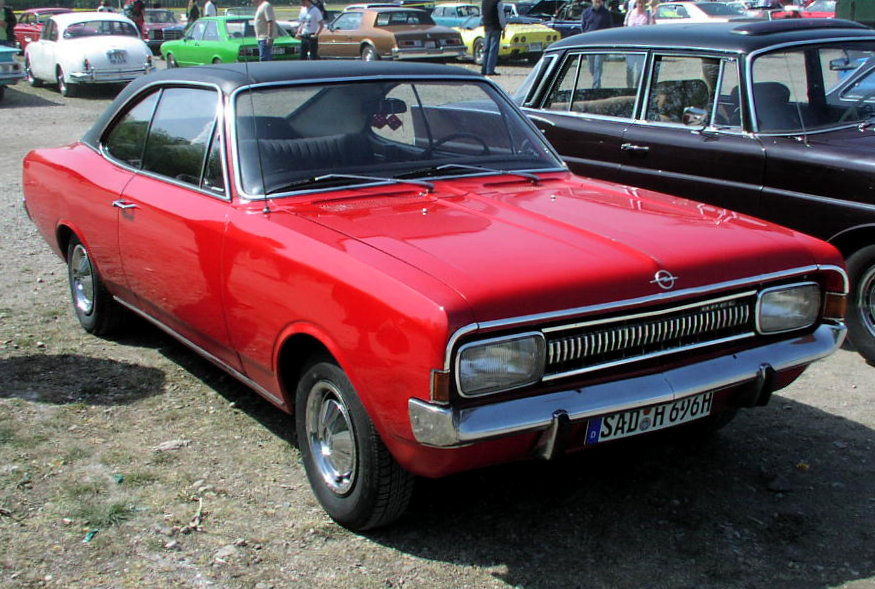
Opel Commodore używany w filmie m.in. w scenach ucieczki Morana przed policją

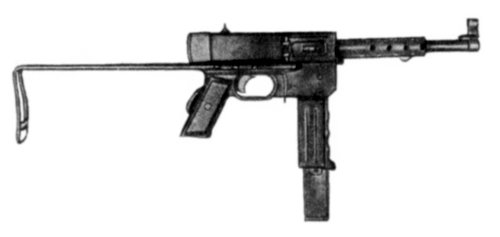
Pistolet maszynowy MAT 49 – broń przestępców eksponowana w większości scen filmu

## Fabuła
Amerykanin Joe Moran wraz z żoną i nastoletnią córką wiedzie spokojny i dostatni żywot na południu Francji. Jego przeszłość nie pozwala mu jednak zapomnieć o sobie. Pewnego wieczoru w jego domu zjawia się grupa uzbrojonych i bezwzględnych kumpli z wojska. Przed laty Joe wraz z nimi uciekł z wojskowego więzienia w Niemczech Zachodnich. Joemu się udało, im nie. Teraz przybywają, aby wyrównać rachunki.

## Obsada aktorska
- Charles Bronson – Joe Moran/Joe Martin
- Liv Ullmann – Fabienne Martin
- James Mason – kpt. Ross
- Jill Ireland – Moira
- Jean Topart – Katanga
- Michel Constantin – Vermont (Whitey)
- Luigi Pistilli – Fausto Gelardi
- Yannick De Lulle – Michèle Martin
- Paul Bonifas – lekarz
- Sabine Sun – pielęgniarka
- Roger Mailles – pokerzysta
- Nathalie Varallo – Violet
- Remo Mosconi – Marius
- Dominique Crosland – zastępowa skautów
- Gabriele Ferzetti – epizod

i in.